# Benett
A Benett latin/angolszász eredetű férfinév, jelentése: áldott, Istent dicsérő.

A Benedek névváltozata. Angol és ír nyelvű területeken elterjedtebb Bennett formában. Ezeken a helyeken vezetéknévként és földrajzi elnevezésként is gyakori. Több változatban is előfordul: Benet, Bennet, Benett, Bennett, Benit, Bennit stb.

## Eredete
A latin benedictus, áldott szóból az 5. század környékén alkotott Benedictus, Benedict (Benedek) név az ófrancia változatok (Beneit, Benoit) közvetítésével a 12. században került Nagy-Britanniába, ahol a normannok között kedvelt volt. Vezetéknévként első írásos említése 1208-ból való (William Benet, Északkelet-Anglia, Durham megye).
Magyarországon az utóbbi időben kezdett terjedni a médiában szereplő celebritásoknak köszönhetően; a 2020-as években már a 15 leggyakrabban adott fiúnév között szerepel a Benett, és 2021-re a teljes lakosság körében a 81. leggyakoribb férfinévvé vált.

## Névnapok
- március 21.

## Ismert Benettek
- Bennett Miller amerikai filmrendező
- Bennett Alfred Cerf amerikai kiadó, a Random House társ-alapítója
- Vilmányi Benett színművész